# Зайцев Василь Григорович
Василь Григорович Зайцев (рос. Василий Григорьевич Зайцев; 23 березня 1915, Єленінка, Російська імперія (тепер Карталинський район, Челябінська область, Росія) — 15 грудня 1991, Київ, Україна) — російський радянський офіцер, Герой СРСР, в роки німецько-радянської війни — снайпер 1047-го стрілецького полку 284-ї стрілецької дивізії 62-ї армії Сталінградського фронту, молодший лейтенант.

## Життєпис
Народився 23 березня 1915 року в селі Єленінці (тепер Карталинський район, Челябінська область, Росія) в сім'ї російського селянина. Член ВКП(б) з 1943 року. Закінчив сім класів неповної середньої школи.
1930 року закінчив будівельний технікум у місті Магнітогорську, де отримав спеціальність арматурника.
З 1937 року служив на Тихоокеанському флоті, де його зарахували писарем артилерійського відділення і прийняли в комсомол. Після навчання в Військово-господарській школі його призначили начальником фінансової частини на Тихоокеанському флоті в бухті Преображення.

### Німецько-радянська війна
У боях німецько-радянської війни з вересня 1942 року. Почав бойовий шлях снайпером у Сталінграді. Снайперську гвинтівку отримав через місяць як винагороду разом з медаллю «За відвагу». До того часу з «трьохлінійки» Зайцев знищив 32 бійців супротивника. У період з 10 листопада по 17 грудня 1942 року в боях за Сталінград знищив 225 солдатів і офіцерів противника, в тому числі 11 снайперів (серед яких був Гейнц Торвальд). Безпосередньо на передньому краї навчав снайперській справі бійців і командирів, підготував 28 снайперів.
У січні 1943 року, виконуючи наказ командира дивізії про зрив німецької атаки на правофланговий полк силами снайперської групи Зайцева, у якій на той момент було лише 13 осіб, вибухом міни був важко поранений і осліп. Лише 10 лютого 1943 року після кількох операцій, зроблених у Москві професором Філатовим, до нього повернувся зір.
Указом Президії Верховної Ради СРСР від 22 лютого 1943 року за «мужність і військову доблесть, проявлені в боях з німецько-фашистськими загарбниками» молодшому лейтенанту Василю Григоровичу Зайцеву присвоєно звання Героя Радянського Союзу з врученням ордена Леніна і медалі «Золота Зірка» (№ 801).
Протягом усієї війни Зайцев служив в армії, очолював школу снайперів, командував мінометним взводом, потім був командиром роти. Воював на Донбасі, брав участь у битві за Дніпро, бився під Одесою та на Дністрі. Травень 1945 року капітан Зайцев зустрів у госпіталі в Києві.
У воєнні роки Зайцев написав два підручники для снайперів, а також винайшов застосовуваний досі прийом снайперського полювання «шістками» — коли одну й ту ж зону бою перекривають вогнем три пари снайперів (стрілець і спостерігач).
Після закінчення війни демобілізувався й оселився в Києві. Спочатку був комендантом Печерського району. Заочно вчився у Всесоюзному інституті текстильної та легкої промисловості, став інженером. Працював директором машинобудівного заводу, директором швейної фабрики «Україна», очолював технікум легкої промисловості.

### Після Другої світової
Після закінчення війни побував у Берліні. Там зустрівся з друзями, які пройшли бойовий шлях від Волги до Шпрее. В урочистій обстановці Зайцеву була вручена його снайперська гвинтівка з написом:

| «Герою Радянського Союзу Зайцеву Василю, який поховав у Сталінграді більше 300 фашистів». |
Нині ця гвинтівка зберігається в Волгоградському музеї оборони міста. Поруч з нею поміщена табличка:

| «У період вуличних боїв у місті снайпер 284-ї стрілецької дивізії В. Г. Зайцев з цієї гвинтівки знищив понад 300 гітлерівців, навчив снайперському мистецтву 28 радянських бійців. Під час поранення Зайцева ця гвинтівка передавалася найкращим снайперам частини». |
Автор мемуарів «За Волгой земли для нас не было». Москва, 1981, та інших.

Кенотаф на Лук'янівському військовому цвинтарі

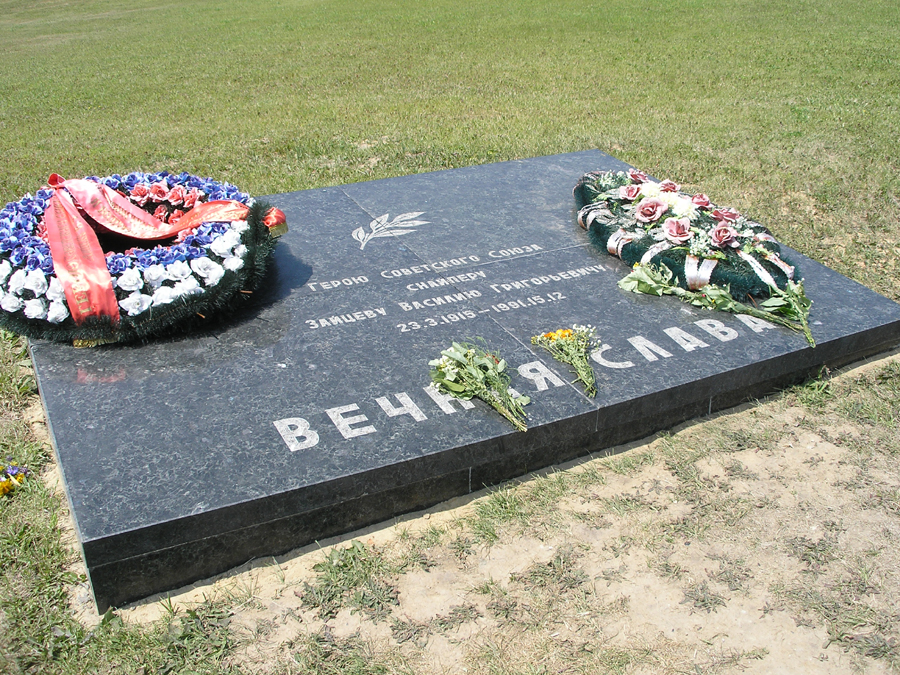
Могила на Мамаєвому кургані

Помер 15 грудня 1991 року, похований у Києві на Лук'янівському військовому кладовищі, хоча його останнім бажанням було бути похованим у сталінградської землі, де він воював.
31 січня 2006 року прах Зайцева було перевезено до Волгограду й урочисто перепоховано на Мамаєвому кургані. Попри це пам'ятник на Лук'янівському військовому кладовищі збережений.

## Нагороди, пам'ять
Нагороджений орденом Леніна, двома орденами Червоного Прапора, орденом Вітчизняної війни 1-го ступеня, медалями.
Рішенням Волгоградського міської Ради 7 травня 1980 року «за особливі заслуги, проявлені в обороні міста і розгромі німецько-фашистських військ у Сталінградській битві» удостоєний звання «Почесного громадянина міста-героя Волгограда».
Ім'я Зайцева носить теплохід, що курсує Дніпром.
Про Зайцева зняті два фільми:
- «Ангели смерті», (1993, Росія — Франція), режисер Юрій Озеров, у головній ролі Федір Бондарчук;
- «Ворог біля воріт», («Enemy at the Gates»; 2001, США — Німеччина — Велика Британія — Ірландія), режисер Жан-Жак Анно, в ролі Зайцева — Джуд Лоу.